# Hirundo neoxena
La golondrina australiana (Hirundo neoxena) es una especie de ave paseriforme de la familia Hirundinidae propia de Australia y las islas cercanas, además de Nueva Zelanda. Es muy similar a Hirundo tahitica, por lo que en el pasado se consideraron conespecíficas. 
Esta especie se reproduce en el sureste de Australia en hábitats variados, sobre todo en áreas abiertas, claros y ambientes urbanos, pero no en el desierto o el bosque espeso. Las poblaciones del este son migratorias e hibernan en el norte de Australia. Las del oeste y las de Nueva Zelanda son sedentarias.

## Taxonomía
La golondrina australiana fue descrita por primera vez por John Gould en la publicación The Birds of Australia como un miembro del género Hirundo, aunque a veces se considera, erróneamente, que fue en Proceedings of the Zoological Society of London. Su nombre específico y común (en inglés, Welcome Swallow) aluden a la bienvenida que la gente les da a su regreso al sur de Australia cuando comienza la primavera.

## Descripción
La golondrina australiana es color azul metálico en sus partes superiores, de un color blanco grisáceo en su pecho y vientre y ladrillo en la frente, pecho y cuello. Posee una larga cola bifurcada, con unas pequeñas manchas blancas en cada pluma. Estas aves miden 15 cm de largo, incluyendo las plumas más externas de la cola, que son ligeramente más cortas en la hembra. Su llamada es una combinación de un gorjeo y un trino, y un silbido agudo como señal de alarma. Los especímenes más jóvenes son blancuzcos en vez de rufos en la frente y cuello y poseen plumas más cortas en la cola.

## Distribución y hábitat
Su rango de distribución en invierno en el norte de Australia se superpone con el de Hirundo rustica, pero esta última es fácilmente reconocible por su banda azul en el pecho. Las golondrinas australianas se reproducen cerca del hábitat humano. Se las suele ver en cables, carteles y otros lugares similares.

## Reproducción
El nido tiene forma de tazón y está recubierto con barro y pasto. Hecho por los dos sexos, está amarrado a estructuras apropiadas, como una pared de roca vertical o edificios. Por dentro, presenta plumas y se ponen de tres a cinco huevos. Generalmente, se dan dos nidadas por temporada. La hembra incuba los huevos, que nacerán dos o tres semanas después. Los polluelos son alimentados por ambos padres y abandonan el nido dos o tres semanas más tarde.

## Alimentación
Estas aves son voladores extremadamente hábiles y se alimentan de insectos en pleno vuelo. Generalmente vuelan rápido y al ras del piso en tierras abiertas en círculo o en forma de ochos. Suelen bajar en picada hacia animales o personas.

## Imágenes

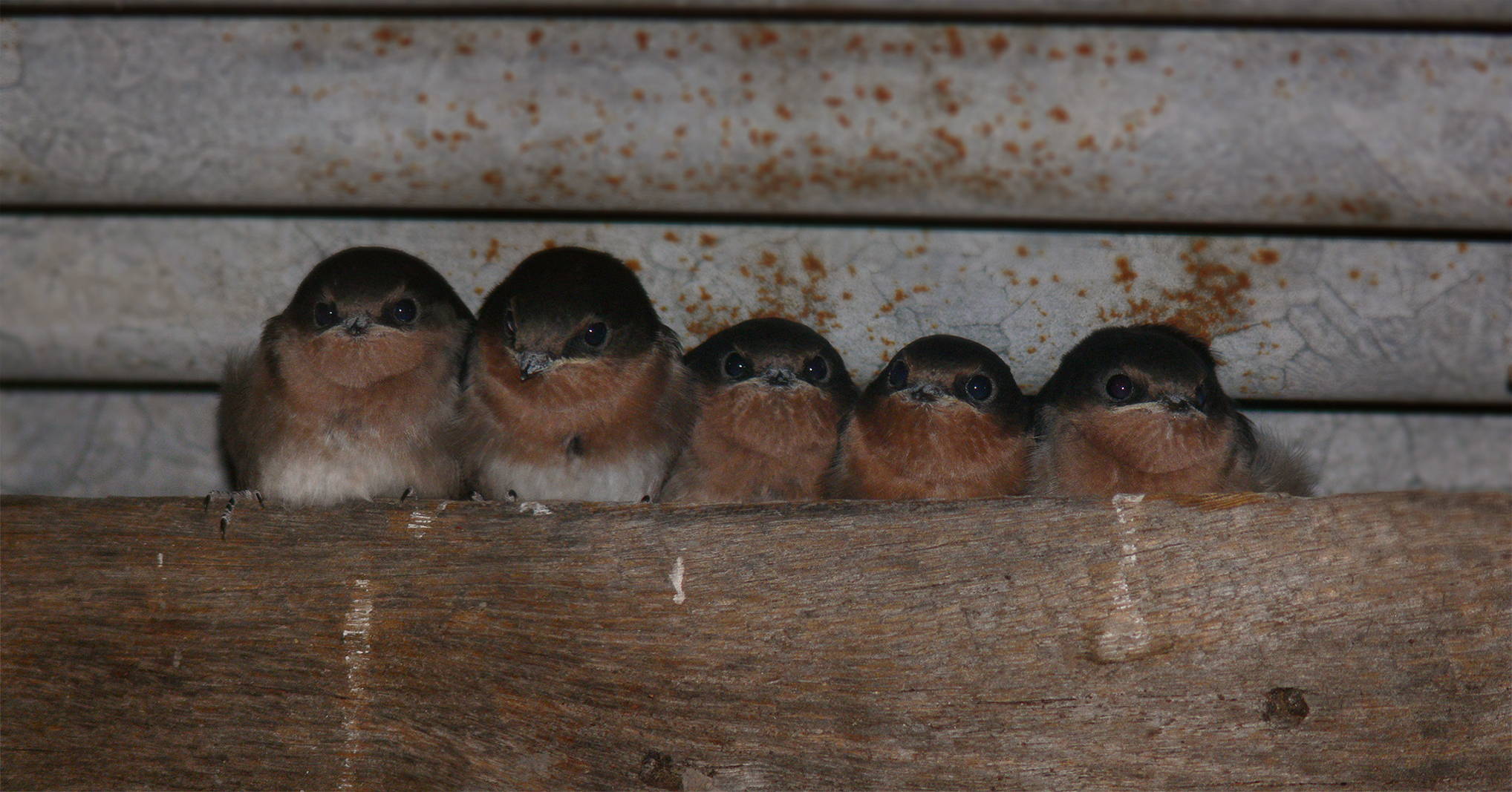
Una pareja con sus pichones
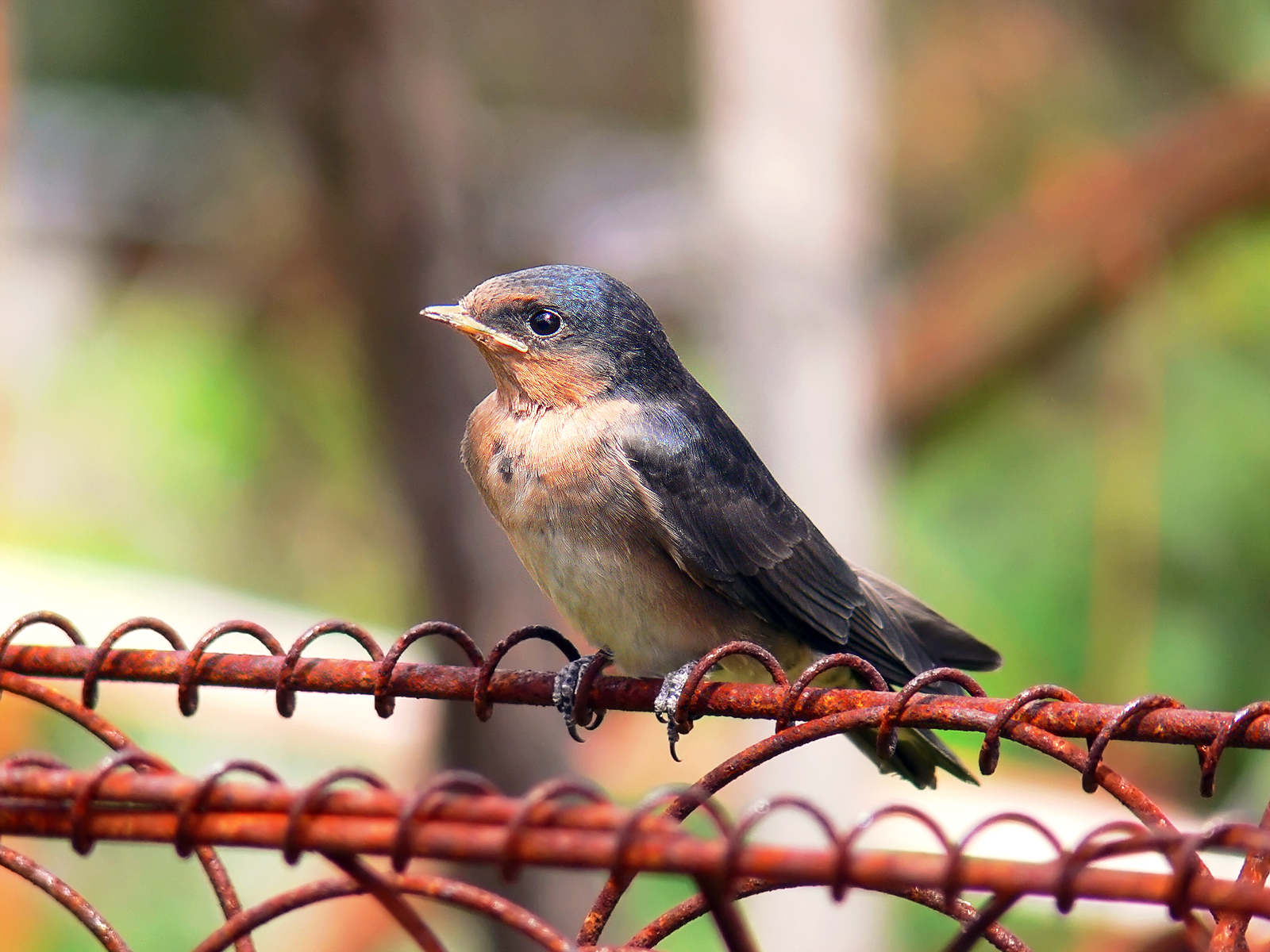
Un pichón el día que abandona el nido
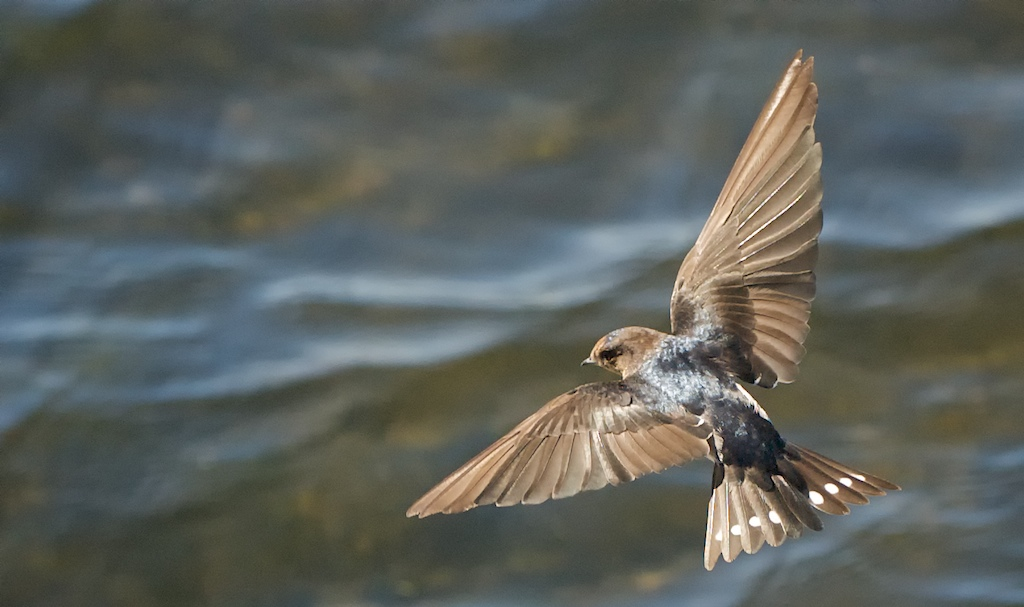
Golondrina australiana en pleno vuelo